# Argentina en la Copa América 2004
La selección de Argentina fue uno de los 12 equipos participantes en la Copa América 2004, torneo continental que se llevó a cabo entre el 6 de julio y el 25 de julio en Perú. Fue la trigésima séptima participación de Argentina.
Formó parte del grupo B, junto a Ecuador, México y Uruguay.

## Preparación

### Partidos previos
Datos correspondientes al periodo entre la finalización de la Copa Mundial de Fútbol de 2002 y el inicio de la Copa América 2004
| Fecha                   | Lugar           | Competición   |                |                             | Resultado |                      |           |
| ----------------------- | --------------- | ------------- | -------------- | --------------------------- | --------- | -------------------- | --------- |
| 20 de noviembre de 2002 | Saitama         | Amistoso      | Japón          | Bandera de Japón            | 0:2 (0:0) | Bandera de Argentina | Argentina |
| 31 de enero de 2003     | San Pedro Sula  | Amistoso      | Honduras       | Bandera de Honduras         | 1:3 (1:1) | Bandera de Argentina | Argentina |
| 4 de febrero de 2003    | Los Ángeles     | Amistoso      | México         | Bandera de México           | 0:1 (0:1) | Bandera de Argentina | Argentina |
| 8 de febrero de 2003    | Miami           | Amistoso      | Estados Unidos | Bandera de Estados Unidos   | 0:1 (0:1) | Bandera de Argentina | Argentina |
| 12 de febrero de 2003   | Ámsterdam       | Amistoso      | Países Bajos   | Bandera de los Países Bajos | 1:0 (0:0) | Bandera de Argentina | Argentina |
| 30 de abril de 2003     | Trípoli         | Amistoso      | Libia          | Bandera de Libia            | 1:3 (0:1) | Bandera de Argentina | Argentina |
| 8 de junio de 2003      | Osaka           | Amistoso      | Japón          | Bandera de Japón            | 1:4 (0:2) | Bandera de Argentina | Argentina |
| 11 de junio de 2003     | Seúl            | Amistoso      | Corea del Sur  | Bandera de Corea del Sur    | 0:1 (0:1) | Bandera de Argentina | Argentina |
| 16 de julio de 2003     | La Plata        | Amistoso      | Argentina      | Bandera de Argentina        | 2:2 (2:2) | Bandera de Uruguay   | Uruguay   |
| 20 de agosto de 2003    | Florencia       | Amistoso      | Uruguay        | Bandera de Uruguay          | 2:3 (1:1) | Bandera de Argentina | Argentina |
| 6 de septiembre de 2003 | Buenos Aires    | Eliminatorias | Argentina      | Bandera de Argentina        | 2:2 (2:0) | Bandera de Chile     | Chile     |
| 9 de septiembre de 2003 | Caracas         | Eliminatorias | Venezuela      | Bandera de Venezuela        | 0:3 (0:3) | Bandera de Argentina | Argentina |
| 15 de noviembre de 2003 | Buenos Aires    | Eliminatorias | Argentina      | Bandera de Argentina        | 3:0 (0:0) | Bandera de Bolivia   | Bolivia   |
| 20 de noviembre de 2003 | Bogotá          | Eliminatorias | Colombia       | Bandera de Colombia         | 1:1 (0:1) | Bandera de Argentina | Argentina |
| 30 de marzo de 2004     | Buenos Aires    | Eliminatorias | Argentina      | Bandera de Argentina        | 1:0 (0:0) | Bandera de Ecuador   | Ecuador   |
| 28 de abril de 2004     | Casablanca      | Amistoso      | Marruecos      | Bandera de Marruecos        | 0:1 (0:0) | Bandera de Argentina | Argentina |
| 2 de junio de 2004      | Belo Horizonte  | Eliminatorias | Brasil         | Bandera de Brasil           | 3:1 (1:0) | Bandera de Argentina | Argentina |
| 6 de junio de 2004      | Buenos Aires    | Eliminatorias | Argentina      | Bandera de Argentina        | 0:0       | Bandera de Paraguay  | Paraguay  |
| 27 de junio de 2004     | Miami           | Amistoso      | Argentina      | Bandera de Argentina        | 0:2 (0:1) | Bandera de Colombia  | Colombia  |
| 30 de junio de 2004     | East Rutherford | Amistoso      | Argentina      | Bandera de Argentina        | 2:1 (1:1) | Bandera de Perú      | Perú      |

#### Japón vs. Argentina
| 20 de noviembre de 2002 | Japón | 0:2 (0:0) | Argentina              | Estadio Saitama 2002, Saitama                                    |                                                                  |
| 19:15 (UTC+9)           |       | Reporte   | Sorín 47' · Crespo 49' | Asistencia: 61 816 espectadores Árbitro(s): Saad Kamil Al-Fadhli | Asistencia: 61 816 espectadores Árbitro(s): Saad Kamil Al-Fadhli |

| Uniformes | Uniformes |
| --------- | --------- |
|           |           |

#### Honduras vs. Argentina
| 31 de enero de 2003 | Honduras       | 1:3 (1:1) | Argentina                            | Estadio Olímpico Metropolitano, San Pedro Sula              |                                                             |
|                     | S. Martínez 7' | Reporte   | D. Milito 15' · L. González 53', 56' | Asistencia: 20 000 espectadores Árbitro(s): Neftali Recinos | Asistencia: 20 000 espectadores Árbitro(s): Neftali Recinos |

| Uniformes | Uniformes |
| --------- | --------- |
|           |           |

#### México vs. Argentina
| 4 de febrero de 2003 | México | 0:1 (0:1) | Argentina        | Memorial Coliseum, Los Ángeles                                   |                                                                  |
|                      |        | Reporte   | G. Rodríguez 13' | Asistencia: Sin datos sobre espectadores Árbitro(s): Kevin Stott | Asistencia: Sin datos sobre espectadores Árbitro(s): Kevin Stott |

| Uniformes | Uniformes |
| --------- | --------- |
|           |           |

#### Estados Unidos vs. Argentina
| 8 de febrero de 2003 | Estados Unidos | 0:1 (0:1) | Argentina      | Orange Bowl, Miami                                                  |                                                                     |
| 13:55 (UTC-5)        |                | Reporte   | L. González 9' | Asistencia: Sin datos sobre espectadores Árbitro(s): Carlos Beltrán | Asistencia: Sin datos sobre espectadores Árbitro(s): Carlos Beltrán |

| Uniformes | Uniformes |
| --------- | --------- |
|           |           |

#### Países Bajos vs. Argentina
| 11 de febrero de 2003 | Países Bajos        | 1:0 (0:0) | Argentina | Amsterdam ArenA, Ámsterdam                              |                                                         |
| 20:30 (UTC+1)         | van Bronckhorst 87' | Reporte   |           | Asistencia: 40 090 espectadores Árbitro(s): Kim Nielsen | Asistencia: 40 090 espectadores Árbitro(s): Kim Nielsen |

| Uniformes | Uniformes |
| --------- | --------- |
|           |           |

#### Libia vs. Argentina
| 30 de abril de 2003 | Libia       | 1:3 (0:1) | Argentina                              | Estadio Internacional, Trípoli                           |                                                          |
| 19:45 (UTC+2)       | Al-Taib 66' | Reporte   | Saviola 22' · Riquelme 67' · Aimar 89' | Asistencia: 25 000 espectadores Árbitro(s): Abdel Zahmul | Asistencia: 25 000 espectadores Árbitro(s): Abdel Zahmul |

| Uniformes | Uniformes |
| --------- | --------- |
|           |           |

#### Japón vs. Argentina
| 8 de junio de 2003 | Japón     | 1:4 (0:2) | Argentina                                             | Estadio Osaka Nagai, Osaka                                 |                                                            |
| 19:00 (UTC+9)      | Akita 54' | Reporte   | Saviola 30' · Zanetti 45' · Romeo 79' · Rodríguez 82' | Asistencia: 42 508 espectadores Árbitro(s): Herbert Fandel | Asistencia: 42 508 espectadores Árbitro(s): Herbert Fandel |

| Uniformes | Uniformes |
| --------- | --------- |
|           |           |

#### Corea del Sur vs. Argentina
| 11 de junio de 2003 | Corea del Sur | 0:1 (0:1) | Argentina   | Estadio Mundialista, Seúl                                    |                                                              |
| 19:00 (UTC+9)       |               | Reporte   | Saviola 44' | Asistencia: 62 000 espectadores Árbitro(s): Mongkol Rungklay | Asistencia: 62 000 espectadores Árbitro(s): Mongkol Rungklay |

| Uniformes | Uniformes |
| --------- | --------- |
|           |           |

#### Argentina vs. Uruguay
| 16 de julio de 2003 | Argentina        | 2:2 (2:2) | Uruguay                             | Estadio Ciudad de La Plata, La Plata                          |                                                               |
| 21:10 (UTC-3)       | D. Milito 5', 9' | Reporte   | Chevantón 7' · G. Milito 36' (a.g.) | Asistencia: 40 000 espectadores Árbitro(s): Epifanio González | Asistencia: 40 000 espectadores Árbitro(s): Epifanio González |

| Uniformes | Uniformes |
| --------- | --------- |
|           |           |

#### Uruguay vs. Argentina
| 20 de agosto de 2003 | Uruguay                                   | 2:3 (1:1) | Argentina               | Estadio Comunal Artemio Franchi, Florencia                   |                                                              |
| 20:30 (UTC+2)        | Verón 45' · Samuel 81' · D'Alessandro 85' | Reporte   | Forlán 2' · Ligüera 57' | Asistencia: 8 000 espectadores Árbitro(s): Massimo De Santis | Asistencia: 8 000 espectadores Árbitro(s): Massimo De Santis |

| Uniformes | Uniformes |
| --------- | --------- |
|           |           |

#### Argentina vs. Chile
| 6 de septiembre de 2003 | Argentina                   | 2:2 (2:0) | Chile                     | Estadio Monumental, Buenos Aires                          |                                                           |
| 16:00 (UTC-3)           | C. González 32' · Aimar 36' | Reporte   | Mirosevic 60' · Navia 77' | Asistencia: 35 372 espectadores Árbitro(s): Ubaldo Aquino | Asistencia: 35 372 espectadores Árbitro(s): Ubaldo Aquino |

| Uniformes | Uniformes |
| --------- | --------- |
|           |           |

#### Venezuela vs. Argentina
| 9 de septiembre de 2003 | Venezuela | 0:3 (0:3) | Argentina                           | Estadio Olímpico de la UCV, Caracas                        |                                                            |
| 19:00 (UTC-4)           |           | Reporte   | Aimar 7' · Crespo 25' · Delgado 32' | Asistencia: 24 783 espectadores Árbitro(s): Martín Vázquez | Asistencia: 24 783 espectadores Árbitro(s): Martín Vázquez |

| Uniformes | Uniformes |
| --------- | --------- |
|           |           |

#### Argentina vs. Bolivia
| 15 de noviembre de 2003 | Argentina                                 | 3:0 (0:0) | Bolivia | Estadio Monumental, Buenos Aires                             |                                                              |
| 21:30 (UTC-3)           | D'Alessandro 56' · Crespo 61' · Aimar 63' | Reporte   |         | Asistencia: 30 042 espectadores Árbitro(s): Gilberto Hidalgo | Asistencia: 30 042 espectadores Árbitro(s): Gilberto Hidalgo |

| Uniformes | Uniformes |
| --------- | --------- |
|           |           |

#### Colombia vs. Argentina
| 19 de noviembre de 2003 | Colombia  | 1:1 (0:1) | Argentina  | Estadio Metropolitano, Barranquilla                      |                                                          |
| 21:00 (UTC-5)           | Ángel 67' | Reporte   | Crespo 27' | Asistencia: 19 034 espectadores Árbitro(s): Carlos Simon | Asistencia: 19 034 espectadores Árbitro(s): Carlos Simon |

| Uniformes | Uniformes |
| --------- | --------- |
|           |           |

#### Argentina vs. Ecuador
| 30 de marzo de 2004 | Argentina  | 1:0 (0:0) | Ecuador | Estadio Monumental, Buenos Aires                           |                                                            |
| 20:30 (UTC-3)       | Crespo 60' | Reporte   |         | Asistencia: 55 000 espectadores Árbitro(s): Martín Vázquez | Asistencia: 55 000 espectadores Árbitro(s): Martín Vázquez |

| Uniformes | Uniformes |
| --------- | --------- |
|           |           |

#### Marruecos vs. Argentina
| 28 de abril de 2004 | Marruecos | 0:1 (1:1) | Argentina    | Estadio Mohammed V, Casablanca                           |                                                          |
| 22:00 (UTC+1)       |           | Reporte   | González 52' | Asistencia: 60 000 espectadores Árbitro(s): Falla N'Doye | Asistencia: 60 000 espectadores Árbitro(s): Falla N'Doye |

| Uniformes | Uniformes |
| --------- | --------- |
|           |           |

#### Brasil vs. Argentina
| 2 de junio de 2004 | Brasil                                       | 3:1 (1:0) | Argentina | Estadio Mineirão, Belo Horizonte                       |                                                        |
| 21:45 (UTC-3)      | Ronaldo 16' (pen.), 67' (pen.), 90+6' (pen.) | Reporte   | Sorín 79' | Asistencia: 60 000 espectadores Árbitro(s): Óscar Ruiz | Asistencia: 60 000 espectadores Árbitro(s): Óscar Ruiz |

| Uniformes | Uniformes |
| --------- | --------- |
|           |           |

#### Argentina vs. Paraguay
| 6 de junio de 2004 | Argentina | 0:0     | Paraguay | Estadio Monumental, Buenos Aires                         |                                                          |
| 15:00 (UTC-3)      |           | Reporte |          | Asistencia: 37 000 espectadores Árbitro(s): Carlos Simon | Asistencia: 37 000 espectadores Árbitro(s): Carlos Simon |

| Uniformes | Uniformes |
| --------- | --------- |
|           |           |

#### Argentina vs. Colombia
| 27 de junio de 2004 | Argentina | 0:2 (0:1) | Colombia                 | Orange Bowl, Miami                                               |                                                                  |
| 19:10 (UTC-4)       |           | Reporte   | Moreno 21' · Herrera 75' | Asistencia: Sin datos sobre espectadores Árbitro(s): Kevin Terry | Asistencia: Sin datos sobre espectadores Árbitro(s): Kevin Terry |

| Uniformes | Uniformes |
| --------- | --------- |
|           |           |

#### Argentina vs. Perú
| 30 de junio de 2004 | Argentina                            | 2:1 (1:1) | Perú              | Giants Stadium, East Rutherford                         |                                                         |
| 21:30 (UTC-4)       | C. González 23' (pen.) · Saviola 71' | Reporte   | Solano 35' (pen.) | Asistencia: 41 013 espectadores Árbitro(s): Kevin Stott | Asistencia: 41 013 espectadores Árbitro(s): Kevin Stott |

| Uniformes | Uniformes |
| --------- | --------- |
|           |           |

## Uniforme

### Oficial

#### Manga corta
| Opción 1 | Opción 2 | Opción 3 | Opción 4 |

#### Manga larga
| Opción 1 | Opción 2 | Opción 3 | Opción 4 |

### Alternativo

#### Manga corta
| Opción 1 | Opción 2 | Opción 3 | Opción 4 |

#### Manga larga
| Opción 1 | Opción 2 | Opción 3 | Opción 4 |

### Tercero

#### Manga corta
| Opción 1 | Opción 2 | Opción 3 | Opción 4 |

#### Manga larga
| Opción 1 | Opción 2 | Opción 3 | Opción 4 |

### Portero
| Opción 1 | Opción 2 | Opción 3 |

## Plantel

### Jugadores descartados
Los tres jugadores descartados fueron los siguientes:
| N.º |                                         | Nombre        | Posición       | Edad | PJ | G  | Equipo      | Equipo de debut   |
| --- | --------------------------------------- | ------------- | -------------- | ---- | -- | -- | ----------- | ----------------- |
| -   | Bandera de la Provincia de Córdoba      | Wálter Samuel | Defensa        | 26   | 42 | 4  | Real Madrid | Newell's Old Boys |
| -   | Bandera de la Provincia de Córdoba      | Pablo Aimar   | Centrocampista | 24   | 31 | 6  | Valencia    | River Plate       |
| -   | Bandera de la Provincia de Buenos Aires | Hernán Crespo | Delantero      | 28   | 46 | 23 | Chelsea     | River Plate       |

### Lista final
Datos correspondientes al día de inicio del torneo.
| N.º |                                         | Nombre                | Posición       | Edad | PJ | G | Equipo            | Equipo de debut        |
| --- | --------------------------------------- | --------------------- | -------------- | ---- | -- | - | ----------------- | ---------------------- |
| 1   | Bandera de la Provincia de Santa Fe     | Roberto Abbondanzieri | Guardameta     | 31   | 5  | 0 | Boca Juniors      | Rosario Central        |
| 12  | Bandera de la Provincia de Buenos Aires | Pablo Cavallero       | Guardameta     | 30   | 24 | 0 | Celta de Vigo     | Vélez Sarsfield        |
| 2   | Bandera de la Provincia de Entre Ríos   | Roberto Ayala         | Defensa        | 31   | 81 | 3 | Valencia          | Ferro Carril Oeste     |
| 3   | Bandera de la Provincia de Buenos Aires | Juan Pablo Sorín      | Defensa        | 28   | 38 | 8 | Cruzeiro          | Argentinos Juniors     |
| 4   | Bandera de la Provincia de San Luis     | Facundo Quiroga       | Defensa        | 26   | 12 | 0 | Wolfsburgo        | Newell's Old Boys      |
| 6   | Bandera de la Provincia de Entre Ríos   | Gabriel Heinze        | Defensa        | 26   | 9  | 0 | Manchester United | Newell's Old Boys      |
| 8   | Bandera de la Provincia de Buenos Aires | Javier Zanetti        | Defensa        | 30   | 76 | 4 | Inter de Milán    | Club Atlético Talleres |
| 13  | Bandera de la Provincia de Buenos Aires | Diego Placente        | Defensa        | 27   | 17 | 0 | Bayer Leverkusen  | Argentinos Juniors     |
| 14  | Bandera de la Provincia de Buenos Aires | Clemente Rodríguez    | Defensa        | 22   | 5  | 0 | Boca Juniors      | Boca Juniors           |
| 15  | Bandera de la Provincia de Santa Fe     | Leandro Fernández     | Defensa        | 21   | 0  | 0 | Newell's Old Boys | Newell's Old Boys      |
| 17  | Bandera de la Provincia de Buenos Aires | Mariano González      | Defensa        | 23   | 7  | 0 | Palermo           | Racing Club            |
| 22  | Bandera de la Provincia de Córdoba      | Fabricio Coloccini    | Defensa        | 22   | 5  | 0 | Villarreal        | Boca Juniors           |
| 5   | Bandera de la Provincia de Santa Fe     | Javier Mascherano     | Centrocampista | 20   | 3  | 0 | River Plate       | River Plate            |
| 10  | Bandera de la Provincia de Buenos Aires | Andrés D'Alessandro   | Centrocampista | 23   | 12 | 2 | Wolfsburgo        | River Plate            |
| 16  | Bandera de la Provincia de Buenos Aires | Luis González         | Centrocampista | 23   | 9  | 2 | River Plate       | Huracán                |
| 18  | Bandera de la Provincia de Santa Fe     | Cristian González     | Centrocampista | 29   | 45 | 7 | Inter de Milán    | Rosario Central        |
| 20  | Bandera de la Provincia de Buenos Aires | Nicolás Medina        | Centrocampista | 22   | 0  | 0 | Sunderland        | Argentinos Juniors     |
| 7   | Bandera de la Provincia de Buenos Aires | Javier Saviola        | Delantero      | 22   | 16 | 4 | Barcelona         | River Plate            |
| 9   | Bandera de la Provincia de Santa Fe     | Luciano Figueroa      | Delantero      | 23   | 2  | 0 | Cruz Azul         | Rosario Central        |
| 11  | Bandera de la Provincia de Buenos Aires | Carlos Tévez          | Delantero      | 20   | 2  | 0 | Boca Juniors      | Boca Juniors           |
| 19  | Bandera de la Provincia de Santa Fe     | César Delgado         | Delantero      | 22   | 8  | 1 | Cruz Azul         | Rosario Central        |
| 21  | Bandera de la Provincia de Córdoba      | Mauro Rosales         | Delantero      | 23   | 4  | 0 | Newell's Old Boys | Newell's Old Boys      |
|     | Bandera de la Provincia de Santa Fe     | Marcelo Bielsa        | Entrenador     | 48   |    |   |                   |                        |

#### Jugadores por liga
| Liga             | Jugadores aportados |
| ---------------- | ------------------- |
| Primera División | 7                   |
| La Liga          | 4                   |
| Bundesliga       | 3                   |
| Serie A          | 3                   |
| Liga MX          | 2                   |
| Premier League   | 2                   |
| Serie A          | 1                   |

#### Jugadores por provincia
| Provincia                 | Jugadores aportados |
| ------------------------- | ------------------- |
| Provincia de Buenos Aires | 11                  |
| Santa Fe                  | 6                   |
| Córdoba                   | 2                   |
| Entre Ríos                | 2                   |
| San Luis                  | 1                   |

## Participación
- Los horarios son correspondientes a la hora local de Perú (UTC-5).

### Partidos
| Fecha       | Lugar    | Instancia        |           |                      | Resultado          |                      |           |
| ----------- | -------- | ---------------- | --------- | -------------------- | ------------------ | -------------------- | --------- |
| 7 de julio  | Chiclayo | Fase de grupos   | Argentina | Bandera de Argentina | 6:1 (1:0)          | Bandera de Ecuador   | Ecuador   |
| 10 de julio | Chiclayo | Fase de grupos   | México    | Bandera de México    | 1:0 (1:0)          | Bandera de Argentina | Argentina |
| 13 de julio | Piura    | Fase de grupos   | Argentina | Bandera de Argentina | 4:2 (2:2)          | Bandera de Uruguay   | Uruguay   |
| 17 de julio | Chiclayo | Cuartos de final | Perú      | Bandera de Perú      | 0:1 (0:0)          | Bandera de Argentina | Argentina |
| 20 de julio | Lima     | Semifinal        | Argentina | Bandera de Argentina | 3:0 (1:0)          | Bandera de Colombia  | Colombia  |
| 25 de julio | Lima     | Final            | Argentina | Bandera de Argentina | 2:2 (1:1) (2:4 p.) | Bandera de Brasil    | Brasil    |

### Fase de grupos - Grupo B
| Selección | Pts | PJ | PG | PE | PP | GF | GC | Dif |
| --------- | --- | -- | -- | -- | -- | -- | -- | --- |
| México    | 7   | 3  | 2  | 1  | 0  | 5  | 3  | 2   |
| Argentina | 6   | 3  | 2  | 0  | 1  | 10 | 4  | 6   |
| Uruguay   | 4   | 3  | 1  | 1  | 1  | 6  | 7  | −1  |
| Ecuador   | 0   | 3  | 0  | 0  | 3  | 3  | 10 | −7  |

|  | Clasificados a los cuartos de final.                   |
|  | Clasificado a los cuartos de final como mejor tercero. |

#### Argentina vs. Ecuador
| 7 de julio de 2004 | Argentina                                                                        | 6:1 (1:0) | Ecuador     | Estadio Elías Aguirre, Chiclayo                             |                                                             |
| 19:45              | C. González 5' (pen.) · Saviola 64' 74' 79' · D'Alessandro 84' · L. González 90' | Reporte   | Delgado 62' | Asistencia: 24 000 espectadores Árbitro(s): Carlos Amarilla | Asistencia: 24 000 espectadores Árbitro(s): Carlos Amarilla |

| 1          | Guardameta     | Roberto Abbondanzieri |     |
| 8          | Defensa        | Javier Zanetti        |     |
| 2          | Defensa        | Roberto Ayala         |     |
| 6          | Defensa        | Gabriel Heinze        |     |
| 3          | Defensa        | Juan Pablo Sorín      |     |
| 5          | Centrocampista | Javier Mascherano     |     |
| 16         | Centrocampista | Luis González         |     |
| 10         | Centrocampista | Andrés D'Alessandro   |     |
| 19         | Delantero      | César Delgado         | 70' |
| 18         | Delantero      | Cristian González     | 87' |
| 7          | Delantero      | Javier Saviola        | 83' |
| Entrenador | Entrenador     | Marcelo Bielsa        |     |

| 12         | Guardameta     | Oswaldo Ibarra     |     |
| 4          | Defensa        | Ulises de la Cruz  | 54' |
| 17         | Defensa        | Giovanny Espinoza  |     |
| 3          | Defensa        | Iván Hurtado       |     |
| 18         | Defensa        | Néicer Reasco      |     |
| 20         | Centrocampista | Edwin Tenorio      | 30' |
| 15         | Centrocampista | Marlon Ayoví       |     |
| 5          | Centrocampista | Alfonso Obregón    |     |
| 16         | Centrocampista | Cléber Chalá       |     |
| 6          | Delantero      | Paúl Ambrosi       |     |
| 8          | Delantero      | Ebelio Ordóñez     | 46' |
| Entrenador | Entrenador     | Hernán Darío Gómez |     |

| 21 | Delantero | Mauro Rosales      | 70' |
| 11 | Delantero | Carlos Tévez       | 83' |
| 14 | Defensa   | Clemente Rodríguez | 87' |

| 7  | Delantero      | Franklin Salas  | 30' |
| 11 | Delantero      | Agustín Delgado | 46' |
| 19 | Centrocampista | Édison Méndez   | 54' |

| Anotado · Penal | 5'  | Cristian González   | 1:0 |
| Anotado         | 64' | Javier Saviola      | 2:1 |
| Anotado         | 74' | Javier Saviola      | 3:1 |
| Anotado         | 79' | Javier Saviola      | 4:1 |
| Anotado         | 84' | Andrés D'Alessandro | 5:1 |
| Anotado         | 90' | Luis González       | 6:1 |

| Anotado | 62' | Agustín Delgado | 1:1 |

| Amonestado | 78' | Édison Méndez |

| Árbitro             | Carlos Amarilla |
| Árbitros asistentes | Nelson Cano     |
| Árbitros asistentes | Cristian Júlio  |
| Cuarto árbitro      | William Mattus  |

| 1          | Guardameta     | Roberto Abbondanzieri |     |
| 8          | Defensa        | Javier Zanetti        |     |
| 2          | Defensa        | Roberto Ayala         |     |
| 6          | Defensa        | Gabriel Heinze        |     |
| 3          | Defensa        | Juan Pablo Sorín      |     |
| 5          | Centrocampista | Javier Mascherano     |     |
| 16         | Centrocampista | Luis González         |     |
| 10         | Centrocampista | Andrés D'Alessandro   |     |
| 19         | Delantero      | César Delgado         | 70' |
| 18         | Delantero      | Cristian González     | 87' |
| 7          | Delantero      | Javier Saviola        | 83' |
| Entrenador | Entrenador     | Marcelo Bielsa        |     |

| 12         | Guardameta     | Oswaldo Ibarra     |     |
| 4          | Defensa        | Ulises de la Cruz  | 54' |
| 17         | Defensa        | Giovanny Espinoza  |     |
| 3          | Defensa        | Iván Hurtado       |     |
| 18         | Defensa        | Néicer Reasco      |     |
| 20         | Centrocampista | Edwin Tenorio      | 30' |
| 15         | Centrocampista | Marlon Ayoví       |     |
| 5          | Centrocampista | Alfonso Obregón    |     |
| 16         | Centrocampista | Cléber Chalá       |     |
| 6          | Delantero      | Paúl Ambrosi       |     |
| 8          | Delantero      | Ebelio Ordóñez     | 46' |
| Entrenador | Entrenador     | Hernán Darío Gómez |     |

| 21 | Delantero | Mauro Rosales      | 70' |
| 11 | Delantero | Carlos Tévez       | 83' |
| 14 | Defensa   | Clemente Rodríguez | 87' |

| 7  | Delantero      | Franklin Salas  | 30' |
| 11 | Delantero      | Agustín Delgado | 46' |
| 19 | Centrocampista | Édison Méndez   | 54' |

| Anotado · Penal | 5'  | Cristian González   | 1:0 |
| Anotado         | 64' | Javier Saviola      | 2:1 |
| Anotado         | 74' | Javier Saviola      | 3:1 |
| Anotado         | 79' | Javier Saviola      | 4:1 |
| Anotado         | 84' | Andrés D'Alessandro | 5:1 |
| Anotado         | 90' | Luis González       | 6:1 |

| Anotado | 62' | Agustín Delgado | 1:1 |

| Amonestado | 78' | Édison Méndez |

| Árbitro             | Carlos Amarilla |
| Árbitros asistentes | Nelson Cano     |
| Árbitros asistentes | Cristian Júlio  |
| Cuarto árbitro      | William Mattus  |

#### México vs. Argentina
| 10 de julio de 2004 | México     | 1:0 (1:0) | Argentina | Estadio Elías Aguirre, Chiclayo                            |                                                            |
| 19:45               | Morales 9' | Reporte   |           | Asistencia: 25 000 espectadores Árbitro(s): Márcio Rezende | Asistencia: 25 000 espectadores Árbitro(s): Márcio Rezende |

| 1          | Guardameta     | Oswaldo Sánchez  |     |
| 20         | Defensa        | Ricardo Osorio   |     |
| 18         | Defensa        | Salvador Carmona |     |
| 4          | Defensa        | Rafael Márquez   |     |
| 3          | Defensa        | Duilio Davino    |     |
| 5          | Centrocampista | Omar Briceño     | 75' |
| 8          | Centrocampista | Pável Pardo      |     |
| 6          | Centrocampista | Gerardo Torrado  |     |
| 21         | Centrocampista | Jesús Arellano   |     |
| 14         | Delantero      | Ramón Morales    | 64' |
| 9          | Delantero      | Jared Borgetti   | 64' |
| Entrenador | Entrenador     | Ricardo La Volpe |     |

| 1          | Guardameta     | Roberto Abbondanzieri |     |
| 8          | Defensa        | Javier Zanetti        |     |
| 2          | Defensa        | Roberto Ayala         |     |
| 6          | Defensa        | Gabriel Heinze        |     |
| 3          | Defensa        | Juan Pablo Sorín      | 76' |
| 5          | Centrocampista | Javier Mascherano     |     |
| 16         | Centrocampista | Luis González         | 66' |
| 10         | Centrocampista | Andrés D'Alessandro   |     |
| 19         | Delantero      | César Delgado         | 66' |
| 18         | Delantero      | Cristian González     |     |
| 7          | Delantero      | Javier Saviola        |     |
| Entrenador | Entrenador     | Marcelo Bielsa        |     |

| 11 | Centrocampista | Daniel Osorno     | 64' |
| 22 | Defensa        | Héctor Altamirano | 64' |
| 7  | Centrocampista | Octavio Valdez    | 75' |

| 11 | Delantero | Carlos Tévez     | 66' |
| 21 | Delantero | Mauro Rosales    | 66' |
| 9  | Delantero | Luciano Figueroa | 76' |

| Anotado | 9' | Ramón Morales | 1:0 |

| Amonestado | 22' | Jared Borgetti    |
| Amonestado | 65' | Gerardo Torrado   |
| Amonestado | 68' | Héctor Altamirano |
| Amonestado | 78' | Salvador Carmona  |
| Amonestado | 88' | Pável Pardo       |

| Amonestado | 32' | Gabriel Heinze      |
| Amonestado | 45' | Javier Zanetti      |
| Amonestado | 68' | Javier Mascherano   |
| Amonestado | 78' | Andrés D'Alessandro |

| Árbitro             | Márcio Rezende  |
| Árbitros asistentes | Aristeu Tavares |
| Árbitros asistentes | Nelson Cano     |
| Cuarto árbitro      | Carlos Amarilla |

| 1          | Guardameta     | Oswaldo Sánchez  |     |
| 20         | Defensa        | Ricardo Osorio   |     |
| 18         | Defensa        | Salvador Carmona |     |
| 4          | Defensa        | Rafael Márquez   |     |
| 3          | Defensa        | Duilio Davino    |     |
| 5          | Centrocampista | Omar Briceño     | 75' |
| 8          | Centrocampista | Pável Pardo      |     |
| 6          | Centrocampista | Gerardo Torrado  |     |
| 21         | Centrocampista | Jesús Arellano   |     |
| 14         | Delantero      | Ramón Morales    | 64' |
| 9          | Delantero      | Jared Borgetti   | 64' |
| Entrenador | Entrenador     | Ricardo La Volpe |     |

| 1          | Guardameta     | Roberto Abbondanzieri |     |
| 8          | Defensa        | Javier Zanetti        |     |
| 2          | Defensa        | Roberto Ayala         |     |
| 6          | Defensa        | Gabriel Heinze        |     |
| 3          | Defensa        | Juan Pablo Sorín      | 76' |
| 5          | Centrocampista | Javier Mascherano     |     |
| 16         | Centrocampista | Luis González         | 66' |
| 10         | Centrocampista | Andrés D'Alessandro   |     |
| 19         | Delantero      | César Delgado         | 66' |
| 18         | Delantero      | Cristian González     |     |
| 7          | Delantero      | Javier Saviola        |     |
| Entrenador | Entrenador     | Marcelo Bielsa        |     |

| 11 | Centrocampista | Daniel Osorno     | 64' |
| 22 | Defensa        | Héctor Altamirano | 64' |
| 7  | Centrocampista | Octavio Valdez    | 75' |

| 11 | Delantero | Carlos Tévez     | 66' |
| 21 | Delantero | Mauro Rosales    | 66' |
| 9  | Delantero | Luciano Figueroa | 76' |

| Anotado | 9' | Ramón Morales | 1:0 |

| Amonestado | 22' | Jared Borgetti    |
| Amonestado | 65' | Gerardo Torrado   |
| Amonestado | 68' | Héctor Altamirano |
| Amonestado | 78' | Salvador Carmona  |
| Amonestado | 88' | Pável Pardo       |

| Amonestado | 32' | Gabriel Heinze      |
| Amonestado | 45' | Javier Zanetti      |
| Amonestado | 68' | Javier Mascherano   |
| Amonestado | 78' | Andrés D'Alessandro |

| Árbitro             | Márcio Rezende  |
| Árbitros asistentes | Aristeu Tavares |
| Árbitros asistentes | Nelson Cano     |
| Cuarto árbitro      | Carlos Amarilla |

#### Argentina vs. Uruguay
| 13 de julio de 2004 | Argentina                                             | 4:2 (2:2) | Uruguay                     | Estadio Miguel Grau, Piura                               |                                                          |
| 19:45               | C. González 20' (pen.) · Figueroa 21' 90' · Ayala 80' | Reporte   | Estoyanoff 8' · Sánchez 39' | Asistencia: 24 000 espectadores Árbitro(s): Rubén Selman | Asistencia: 24 000 espectadores Árbitro(s): Rubén Selman |

| 1          | Guardameta     | Roberto Abbondanzieri |     |
| 2          | Defensa        | Roberto Ayala         |     |
| 8          | Defensa        | Javier Zanetti        |     |
| 6          | Defensa        | Gabriel Heinze        |     |
| 5          | Centrocampista | Javier Mascherano     |     |
| 16         | Centrocampista | Luis González         | 79' |
| 14         | Centrocampista | Clemente Rodriguez    | 46' |
| 10         | Centrocampista | Andrés D'Alessandro   |     |
| 19         | Delantero      | César Delgado         | 76' |
| 18         | Delantero      | Cristian González     |     |
| 9          | Delantero      | Luciano Figueroa      |     |
| Entrenador | Entrenador     | Marcelo Bielsa        |     |

| 12         | Guardameta     | Luis Barbat       |     |
| 17         | Defensa        | Carlos Diogo      |     |
| 6          | Defensa        | Alejandro Lago    |     |
| 2          | Defensa        | Joe Bizera        |     |
| 3          | Defensa        | Darío Rodríguez   |     |
| 15         | Centrocampista | Diego Pérez       |     |
| 5          | Centrocampista | Marcelo Sosa      | 86' |
| 13         | Centrocampista | Fabián Estoyanoff | 43' |
| 16         | Centrocampista | Javier Delgado    |     |
| 21         | Delantero      | Diego Forlán      |     |
| 22         | Delantero      | Vicente Sánchez   | 71' |
| Entrenador | Entrenador     | Jorge Fossati     |     |

| 17 | Defensa   | Mariano González | 46' |
| 11 | Delantero | Carlos Tévez     | 76' |
| 7  | Delantero | Javier Saviola   | 79' |

| 14 | Defensa        | Guillermo Rodríguez | 43' |
| 11 | Centrocampista | Cristian Rodríguez  | 71' |
| 20 | Delantero      | Carlos Bueno        | 86' |

| Anotado · Penal | 20' | Cristian González | 1:1 |
| Anotado         | 21' | Luciano Figueroa  | 2:1 |
| Anotado         | 80' | Roberto Ayala     | 3:2 |
| Anotado         | 90' | Luciano Figueroa  | 4:2 |

| Anotado | 8'  | Fabián Estoyanoff | 0:1 |
| Anotado | 39' | Vicente Sánchez   | 2:2 |

| Amonestado | 64' | Javier Mascherano |
| Amonestado | 73' | Roberto Ayala     |

| Amonestado | 5'  | Joe Bizera   |
| Amonestado | 19' | Marcelo Sosa |
| Amonestado | 28' | Carlos Diogo |

| Expulsado | 35' | Joe Bizera |

| Árbitro             | Rubén Selman   |
| Árbitros asistentes | Cristian Júlio |
| Árbitros asistentes | Nelson Cano    |
| Cuarto árbitro      | Gustavo Brand  |

| 1          | Guardameta     | Roberto Abbondanzieri |     |
| 2          | Defensa        | Roberto Ayala         |     |
| 8          | Defensa        | Javier Zanetti        |     |
| 6          | Defensa        | Gabriel Heinze        |     |
| 5          | Centrocampista | Javier Mascherano     |     |
| 16         | Centrocampista | Luis González         | 79' |
| 14         | Centrocampista | Clemente Rodriguez    | 46' |
| 10         | Centrocampista | Andrés D'Alessandro   |     |
| 19         | Delantero      | César Delgado         | 76' |
| 18         | Delantero      | Cristian González     |     |
| 9          | Delantero      | Luciano Figueroa      |     |
| Entrenador | Entrenador     | Marcelo Bielsa        |     |

| 12         | Guardameta     | Luis Barbat       |     |
| 17         | Defensa        | Carlos Diogo      |     |
| 6          | Defensa        | Alejandro Lago    |     |
| 2          | Defensa        | Joe Bizera        |     |
| 3          | Defensa        | Darío Rodríguez   |     |
| 15         | Centrocampista | Diego Pérez       |     |
| 5          | Centrocampista | Marcelo Sosa      | 86' |
| 13         | Centrocampista | Fabián Estoyanoff | 43' |
| 16         | Centrocampista | Javier Delgado    |     |
| 21         | Delantero      | Diego Forlán      |     |
| 22         | Delantero      | Vicente Sánchez   | 71' |
| Entrenador | Entrenador     | Jorge Fossati     |     |

| 17 | Defensa   | Mariano González | 46' |
| 11 | Delantero | Carlos Tévez     | 76' |
| 7  | Delantero | Javier Saviola   | 79' |

| 14 | Defensa        | Guillermo Rodríguez | 43' |
| 11 | Centrocampista | Cristian Rodríguez  | 71' |
| 20 | Delantero      | Carlos Bueno        | 86' |

| Anotado · Penal | 20' | Cristian González | 1:1 |
| Anotado         | 21' | Luciano Figueroa  | 2:1 |
| Anotado         | 80' | Roberto Ayala     | 3:2 |
| Anotado         | 90' | Luciano Figueroa  | 4:2 |

| Anotado | 8'  | Fabián Estoyanoff | 0:1 |
| Anotado | 39' | Vicente Sánchez   | 2:2 |

| Amonestado | 64' | Javier Mascherano |
| Amonestado | 73' | Roberto Ayala     |

| Amonestado | 5'  | Joe Bizera   |
| Amonestado | 19' | Marcelo Sosa |
| Amonestado | 28' | Carlos Diogo |

| Expulsado | 35' | Joe Bizera |

| Árbitro             | Rubén Selman   |
| Árbitros asistentes | Cristian Júlio |
| Árbitros asistentes | Nelson Cano    |
| Cuarto árbitro      | Gustavo Brand  |

### Cuartos de final

#### Perú vs. Argentina
| 17 de julio de 2004 | Perú | 0:1 (0:0) | Argentina | Estadio Elías Aguirre, Chiclayo                             |                                                             |
| 17:00               |      | Reporte   | Tévez 61' | Asistencia: 26 500 espectadores Árbitro(s): Carlos Amarilla | Asistencia: 26 500 espectadores Árbitro(s): Carlos Amarilla |

| 1          | Guardameta     | Óscar Ibáñez      |     |
| 15         | Defensa        | Guillermo Salas   |     |
| 3          | Defensa        | Miguel Rebosio    |     |
| 2          | Defensa        | Santiago Acasiete |     |
| 6          | Defensa        | Walter Vílchez    | 86' |
| 8          | Centrocampista | Juan Jayo         | 85' |
| 4          | Centrocampista | Jorge Soto        |     |
| 7          | Centrocampista | Nolberto Solano   |     |
| 10         | Centrocampista | Roberto Palacios  |     |
| 20         | Delantero      | Carlos Zegarra    | 66' |
| 16         | Delantero      | Andrés Mendoza    |     |
| Entrenador | Entrenador     | Paulo Autuori     |     |

| 1          | Guardameta     | Roberto Abbondanzieri |     |
| 6          | Defensa        | Gabriel Heinze        |     |
| 2          | Defensa        | Roberto Ayala         |     |
| 22         | Defensa        | Fabricio Coloccini    |     |
| 8          | Defensa        | Javier Zanetti        |     |
| 3          | Centrocampista | Juan Pablo Sorín      |     |
| 16         | Centrocampista | Luis González         |     |
| 10         | Centrocampista | Andrés D'Alessandro   | 57' |
| 19         | Delantero      | César Delgado         | 72' |
| 18         | Delantero      | Cristian González     |     |
| 9          | Delantero      | Luciano Figueroa      | 83' |
| Entrenador | Entrenador     | Marcelo Bielsa        |     |

| 18 | Delantero      | Pedro García | 66' |
| 11 | Centrocampista | Aldo Olcese  | 85' |
| 11 | Centrocampista | Juan La Rosa | 86' |

| 11 | Delantero | Carlos Tévez    | 57' |
| 21 | Delantero | Mauro Rosales   | 72' |
| 4  | Defensa   | Facundo Quiroga | 83' |

| Anotado | 61' | Carlos Tévez | 0:1 |

| Amonestado | 25' | Carlos Zegarra  |
| Amonestado | 28' | Juan Jayo       |
| Amonestado | 89' | Nolberto Solano |

| Amonestado | 26' | Roberto Ayala |

| Expulsado | 81' | Roberto Ayala |

| Árbitro             | Carlos Amarilla |
| Árbitros asistentes | Nelson Cano     |
| Árbitros asistentes | Pablo Fandiño   |
| Cuarto árbitro      | René Ortubé     |

| 1          | Guardameta     | Óscar Ibáñez      |     |
| 15         | Defensa        | Guillermo Salas   |     |
| 3          | Defensa        | Miguel Rebosio    |     |
| 2          | Defensa        | Santiago Acasiete |     |
| 6          | Defensa        | Walter Vílchez    | 86' |
| 8          | Centrocampista | Juan Jayo         | 85' |
| 4          | Centrocampista | Jorge Soto        |     |
| 7          | Centrocampista | Nolberto Solano   |     |
| 10         | Centrocampista | Roberto Palacios  |     |
| 20         | Delantero      | Carlos Zegarra    | 66' |
| 16         | Delantero      | Andrés Mendoza    |     |
| Entrenador | Entrenador     | Paulo Autuori     |     |

| 1          | Guardameta     | Roberto Abbondanzieri |     |
| 6          | Defensa        | Gabriel Heinze        |     |
| 2          | Defensa        | Roberto Ayala         |     |
| 22         | Defensa        | Fabricio Coloccini    |     |
| 8          | Defensa        | Javier Zanetti        |     |
| 3          | Centrocampista | Juan Pablo Sorín      |     |
| 16         | Centrocampista | Luis González         |     |
| 10         | Centrocampista | Andrés D'Alessandro   | 57' |
| 19         | Delantero      | César Delgado         | 72' |
| 18         | Delantero      | Cristian González     |     |
| 9          | Delantero      | Luciano Figueroa      | 83' |
| Entrenador | Entrenador     | Marcelo Bielsa        |     |

| 18 | Delantero      | Pedro García | 66' |
| 11 | Centrocampista | Aldo Olcese  | 85' |
| 11 | Centrocampista | Juan La Rosa | 86' |

| 11 | Delantero | Carlos Tévez    | 57' |
| 21 | Delantero | Mauro Rosales   | 72' |
| 4  | Defensa   | Facundo Quiroga | 83' |

| Anotado | 61' | Carlos Tévez | 0:1 |

| Amonestado | 25' | Carlos Zegarra  |
| Amonestado | 28' | Juan Jayo       |
| Amonestado | 89' | Nolberto Solano |

| Amonestado | 26' | Roberto Ayala |

| Expulsado | 81' | Roberto Ayala |

| Árbitro             | Carlos Amarilla |
| Árbitros asistentes | Nelson Cano     |
| Árbitros asistentes | Pablo Fandiño   |
| Cuarto árbitro      | René Ortubé     |

### Semifinal

#### Argentina vs. Colombia
| 20 de julio de 2004 | Argentina                               | 3:0 (1:0) | Colombia | Estadio Nacional, Lima                                       |                                                              |
| 19:45               | Tévez 23' · L. González 51' · Sorín 80' | Reporte   |          | Asistencia: 42 000 espectadores Árbitro(s): Gilberto Hidalgo | Asistencia: 42 000 espectadores Árbitro(s): Gilberto Hidalgo |

| 1          | Guardameta     | Roberto Abbondanzieri |     |
| 8          | Defensa        | Javier Zanetti        |     |
| 22         | Defensa        | Fabricio Coloccini    |     |
| 6          | Defensa        | Gabriel Heinze        |     |
| 3          | Defensa        | Juan Pablo Sorín      |     |
| 5          | Centrocampista | Javier Mascherano     |     |
| 16         | Centrocampista | Luis González         |     |
| 19         | Centrocampista | César Delgado         | 61' |
| 11         | Delantero      | Carlos Tévez          |     |
| 18         | Delantero      | Cristian González     | 85' |
| 9          | Delantero      | Luciano Figueroa      | 64' |
| Entrenador | Entrenador     | Marcelo Bielsa        |     |

| 1          | Guardameta     | Juan Carlos Henao |     |
| 22         | Defensa        | Gonzalo Martínez  |     |
| 5          | Defensa        | Andrés Orozco     |     |
| 2          | Defensa        | Andrés González   |     |
| 20         | Defensa        | Gustavo Victoria  |     |
| 18         | Centrocampista | Abel Aguilar      | 57' |
| 17         | Centrocampista | Jairo Patiño      |     |
| 6          | Centrocampista | Óscar Díaz        |     |
| 7          | Centrocampista | Tressor Moreno    | 73' |
| 11         | Delantero      | Elkin Murillo     | 61' |
| 16         | Delantero      | Edwin Congo       |     |
| Entrenador | Entrenador     | Reinaldo Rueda    |     |

| 21 | Delantero | Mauro Rosales   | 61' |
| 4  | Defensa   | Facundo Quiroga | 64' |
| 13 | Defensa   | Diego Placente  | 85' |

| 15 | Centrocampista | Jhon Viáfara   | 57' |
| 14 | Delantero      | Edixon Perea   | 61' |
| 8  | Centrocampista | David Ferreira | 73' |

| Anotado | 23' | Carlos Tévez     | 1:0 |
| Anotado | 51' | Luis González    | 2:0 |
| Anotado | 80' | Juan Pablo Sorín | 3:0 |

| Amonestado | 55' | Fabricio Coloccini |
| Amonestado | 60' | Luciano Figueroa   |
| Amonestado | 70' | Cristian González  |

| Amonestado | 33' | Abel Aguilar  |
| Amonestado | 57' | Andrés Orozco |
| Amonestado | 87' | Edixon Perea  |

| Árbitro             | Gilberto Hidalgo |
| Árbitros asistentes | Juan Sulca       |
| Árbitros asistentes | Fernando Tamayo  |
| Cuarto árbitro      | Ruben Selmán     |

| 1          | Guardameta     | Roberto Abbondanzieri |     |
| 8          | Defensa        | Javier Zanetti        |     |
| 22         | Defensa        | Fabricio Coloccini    |     |
| 6          | Defensa        | Gabriel Heinze        |     |
| 3          | Defensa        | Juan Pablo Sorín      |     |
| 5          | Centrocampista | Javier Mascherano     |     |
| 16         | Centrocampista | Luis González         |     |
| 19         | Centrocampista | César Delgado         | 61' |
| 11         | Delantero      | Carlos Tévez          |     |
| 18         | Delantero      | Cristian González     | 85' |
| 9          | Delantero      | Luciano Figueroa      | 64' |
| Entrenador | Entrenador     | Marcelo Bielsa        |     |

| 1          | Guardameta     | Juan Carlos Henao |     |
| 22         | Defensa        | Gonzalo Martínez  |     |
| 5          | Defensa        | Andrés Orozco     |     |
| 2          | Defensa        | Andrés González   |     |
| 20         | Defensa        | Gustavo Victoria  |     |
| 18         | Centrocampista | Abel Aguilar      | 57' |
| 17         | Centrocampista | Jairo Patiño      |     |
| 6          | Centrocampista | Óscar Díaz        |     |
| 7          | Centrocampista | Tressor Moreno    | 73' |
| 11         | Delantero      | Elkin Murillo     | 61' |
| 16         | Delantero      | Edwin Congo       |     |
| Entrenador | Entrenador     | Reinaldo Rueda    |     |

| 21 | Delantero | Mauro Rosales   | 61' |
| 4  | Defensa   | Facundo Quiroga | 64' |
| 13 | Defensa   | Diego Placente  | 85' |

| 15 | Centrocampista | Jhon Viáfara   | 57' |
| 14 | Delantero      | Edixon Perea   | 61' |
| 8  | Centrocampista | David Ferreira | 73' |

| Anotado | 23' | Carlos Tévez     | 1:0 |
| Anotado | 51' | Luis González    | 2:0 |
| Anotado | 80' | Juan Pablo Sorín | 3:0 |

| Amonestado | 55' | Fabricio Coloccini |
| Amonestado | 60' | Luciano Figueroa   |
| Amonestado | 70' | Cristian González  |

| Amonestado | 33' | Abel Aguilar  |
| Amonestado | 57' | Andrés Orozco |
| Amonestado | 87' | Edixon Perea  |

| Árbitro             | Gilberto Hidalgo |
| Árbitros asistentes | Juan Sulca       |
| Árbitros asistentes | Fernando Tamayo  |
| Cuarto árbitro      | Ruben Selmán     |

### Final

#### Argentina vs. Brasil
| 25 de julio de 2004 | Argentina                                   | 2:2 (1:1) (2:4 p.)         | Brasil                       | Estadio Nacional, Lima                                      |                                                             |
| 15:30               | C. González 20' (pen.) · Delgado 87'        | Reporte                    | Luisão 45' · Adriano 90+3'   | Asistencia: 42 000 espectadores Árbitro(s): Carlos Amarilla | Asistencia: 42 000 espectadores Árbitro(s): Carlos Amarilla |
|                     |                                             | Tiros desde el punto penal |                              |                                                             |                                                             |
|                     | D'Alessandro · Heinze · C. González · Sorín |                            | Adriano · Edu · Diego · Juan |                                                             |                                                             |

| 1          | Guardameta     | Roberto Abbondanzieri |       |
| 6          | Defensa        | Gabriel Heinze        |       |
| 2          | Defensa        | Roberto Ayala         |       |
| 22         | Defensa        | Fabricio Coloccini    |       |
| 5          | Centrocampista | Javier Mascherano     |       |
| 8          | Centrocampista | Javier Zanetti        |       |
| 3          | Centrocampista | Juan Pablo Sorín      |       |
| 16         | Centrocampista | Luis González         | 75'   |
| 21         | Delantero      | Mauro Rosales         | 64'   |
| 11         | Delantero      | Carlos Tévez          | 90+2' |
| 18         | Delantero      | Cristian González     |       |
| Entrenador | Entrenador     | Marcelo Bielsa        |       |

| 1          | Guardameta     | Júlio César             |     |
| 13         | Defensa        | Maicon                  |     |
| 4          | Defensa        | Juan                    |     |
| 3          | Defensa        | Luisão                  | 82' |
| 6          | Defensa        | Gustavo Nery            |     |
| 10         | Centrocampista | Alex                    | 63' |
| 8          | Centrocampista | Kléberson               | 55' |
| 5          | Centrocampista | Renato                  |     |
| 11         | Centrocampista | Edu                     |     |
| 9          | Delantero      | Luís Fabiano            |     |
| 7          | Delantero      | Adriano                 |     |
| Entrenador | Entrenador     | Carlos Alberto Parreira |     |

| 19 | Delantero      | César Delgado       | 64'   |
| 10 | Centrocampista | Andrés D'Alessandro | 75'   |
| 4  | Defensa        | Facundo Quiroga     | 90+2' |

| 19 | Centrocampista | Diego  | 55' |
| 20 | Centrocampista | Felipe | 63' |
| 15 | Defensa        | Cris   | 82' |

| Anotado · Penal | 20' | Cristian González | 1:0 |
| Anotado         | 87' | César Delgado     | 2:1 |

| Anotado | 45'   | Luisão  | 1:1 |
| Anotado | 90+3' | Adriano | 2:2 |

| Andrés D'Alessandro | Fallo de penal (arquero)  | 0:0 |                  |         |
|                     |                           | 0:1 | Acierto de penal | Adriano |
| Gabriel Heinze      | Fallo de penal (desviado) | 0:0 |                  |         |
|                     |                           | 0:2 | Acierto de penal | Edu     |
| Cristian González   | Acierto de penal          | 1:2 |                  |         |
|                     |                           | 1:3 | Acierto de penal | Diego   |
| Juan Pablo Sorín    | Acierto de penal          | 2:3 |                  |         |
|                     |                           | 2:4 | Acierto de penal | Juan    |

| Amonestado | 25' | Juan Pablo Sorín  |
| Amonestado | 72' | Javier Mascherano |

| Amonestado | 38' | Edu         |
| Amonestado | 51' | Júlio César |
| Amonestado | 58' | Luisão      |

| Árbitro             | Carlos Amarilla  |
| Árbitros asistentes | Nelson Cano      |
| Árbitros asistentes | Juan Sulca       |
| Cuarto árbitro      | Gilberto Hidalgo |

| 1          | Guardameta     | Roberto Abbondanzieri |       |
| 6          | Defensa        | Gabriel Heinze        |       |
| 2          | Defensa        | Roberto Ayala         |       |
| 22         | Defensa        | Fabricio Coloccini    |       |
| 5          | Centrocampista | Javier Mascherano     |       |
| 8          | Centrocampista | Javier Zanetti        |       |
| 3          | Centrocampista | Juan Pablo Sorín      |       |
| 16         | Centrocampista | Luis González         | 75'   |
| 21         | Delantero      | Mauro Rosales         | 64'   |
| 11         | Delantero      | Carlos Tévez          | 90+2' |
| 18         | Delantero      | Cristian González     |       |
| Entrenador | Entrenador     | Marcelo Bielsa        |       |

| 1          | Guardameta     | Júlio César             |     |
| 13         | Defensa        | Maicon                  |     |
| 4          | Defensa        | Juan                    |     |
| 3          | Defensa        | Luisão                  | 82' |
| 6          | Defensa        | Gustavo Nery            |     |
| 10         | Centrocampista | Alex                    | 63' |
| 8          | Centrocampista | Kléberson               | 55' |
| 5          | Centrocampista | Renato                  |     |
| 11         | Centrocampista | Edu                     |     |
| 9          | Delantero      | Luís Fabiano            |     |
| 7          | Delantero      | Adriano                 |     |
| Entrenador | Entrenador     | Carlos Alberto Parreira |     |

| 19 | Delantero      | César Delgado       | 64'   |
| 10 | Centrocampista | Andrés D'Alessandro | 75'   |
| 4  | Defensa        | Facundo Quiroga     | 90+2' |

| 19 | Centrocampista | Diego  | 55' |
| 20 | Centrocampista | Felipe | 63' |
| 15 | Defensa        | Cris   | 82' |

| Anotado · Penal | 20' | Cristian González | 1:0 |
| Anotado         | 87' | César Delgado     | 2:1 |

| Anotado | 45'   | Luisão  | 1:1 |
| Anotado | 90+3' | Adriano | 2:2 |

| Andrés D'Alessandro | Fallo de penal (arquero)  | 0:0 |                  |         |
|                     |                           | 0:1 | Acierto de penal | Adriano |
| Gabriel Heinze      | Fallo de penal (desviado) | 0:0 |                  |         |
|                     |                           | 0:2 | Acierto de penal | Edu     |
| Cristian González   | Acierto de penal          | 1:2 |                  |         |
|                     |                           | 1:3 | Acierto de penal | Diego   |
| Juan Pablo Sorín    | Acierto de penal          | 2:3 |                  |         |
|                     |                           | 2:4 | Acierto de penal | Juan    |

| Amonestado | 25' | Juan Pablo Sorín  |
| Amonestado | 72' | Javier Mascherano |

| Amonestado | 38' | Edu         |
| Amonestado | 51' | Júlio César |
| Amonestado | 58' | Luisão      |

| Árbitro             | Carlos Amarilla  |
| Árbitros asistentes | Nelson Cano      |
| Árbitros asistentes | Juan Sulca       |
| Cuarto árbitro      | Gilberto Hidalgo |